# Becky Birtha
Becky Birtha (nascuda l'11 d'octubre de 1948 a Hampton, Virgínia) és una poeta i escriptora de llibres infantils afroamericana que viu en l'àrea metropolitana de Filadèlfia. És coneguda pels seus poemes i històries curtes sobre els afroamericans i les relacions lesbianes, posant l'accent en les relacions interracials, la recuperació emocional després d'un trencament, les mares solteres i l'adopció. La seva poesia va ser presentada en l'antologia d'escriptores afroamericanes de 1983 Home Girls: A Black Feminist Anthology, editada per Barbara Smith i publicat l'editorial Kitchen Table: Women of Color Press. Ha guanyat el premi de literatura Lambda per la seva poesia. També ha estat guardonada pel National Endowment for the Arts i el Consell d'art de Pennsilvània. Els últims anys ha escrit tres llibres de ficció infantils sobre l'experiència afroamericana.

## Vida
Birtha aa néixer l'11 d'octubre de 1948, a Hampton, Virginia, filla de Jessie Moore Birtha i Herbert Marshall Birtha. És la germana més jove de Rachel Birtha Eitches, un antic locutor de la Veu d'Amèrica. Ella s'identifica com afroamericana amb ancestres Cherokee, Catawba, africans i irlandesos, tots els quals són importants en la seva obra.
Birtha va créixer a Filadèlfia, Pennsilvània. Va estudiar estudis infantils des del 1973 a la Universitat Estatal de Nova York a Buffalo i el 1984 va obtenir un màster de belles arts en escriptura al College de Belles Arts de Vermont. A més a més de com a escriptora, ha treballat com a professora i com a representant d'una agència d'adopcions.

## Carrera i obra
El 1983 va publicar la seva primera obra d'històries curtes, For Nights Like This One: Stories of Loving Women, que eren històries sobre relacions lesbianes. El seu segon llibre, Lovers' Choice, també tracta sobre l'experiència de les dones afroamericanes marginalitzades.
El novembre de 1983 va publicar Breaking Silence, obra escrita juntament amb Anne B.Keating.
El 1991, Birtha va publicar l'obra antològica The Forbidden Poems, sobre poemes sobre les relacions lesbianes, exactament sobre el procés de recuperació després d'un trencament amorós. Les seves obres han estat publicades a les revistes Azalea: A Magazine i Women: A Journal of Liberation.
En els últims anys, Birtha ha passat a escriure obres infantils. El seu primer llibre per nens Grandmama's Pride (2005) ha guanyat el premi Golden Kite i ha estat en les llistes dels llibres que han de llegir a les escoles d'Arkansas, Kansas, Missouri i Geòrgia. El seu segon llibre il·lustrat, Lucky Beans (2010) fou nomenat com un dels 100 títols que s'haurien de llegir per la llibreria pública de Nova York. Birtha És un membre de la Societat d'escriptors de llibres infantils i il·lustrats.

## Vida personal
Birtha viu amb la seva parella Nancy i la seva filla Tasha en Comtat de Delaware, Pennsilvània.

## Premis
El 1985 va rebre una beca per estudiar literatura del Consell de les Arts de Pennsilvània. El 1988 va rebre una beca d'escriptura creativa..
El 1989 va guanyar el Premi Pushcart per la seva història "Johnnieruth".
El 1992 va guanyar un dels premis literaris lambda per la seva antologia sobre poesia lesbiana, The Forbidden Poems.
El seu llibre infantil de 2005 Grandmama's Pride va guanyar un premi de la Societat de Llibres Infantils.
El llibre infantil Lucky Benns (2010) va guanyar el premi Arkansas Diamond Primary Book.

## Obres seleccionades
Històries curtes
- For Nights Like This One: Stories of Loving Women, Frog in the Well (January 1983). ISBN 0960362843
- Lovers' Choice, The Seal Press (1987). ISBN 9780931188565

Poesia
- The Forbidden Poems, The Seal Press (1991). ISBN 187806701X

Antologies
- "Jonnieruth" in McMillan, Terry, ed. Breaking Ice: An Anthology of Contemporary African-American fiction, Viking Press (1990). ISBN 9780670825622. Also in Busby, Margaret, ed. Daughters of Africa: An International Anthology of Words and Writings by Women of African Descent, London: Jonathan Cape (1992). ISBN 978-0224035927
- "Babies" in Mullen, Bill, ed. Revolutionary Tales: African American Women's Short Stories, from the First Story to the Present, Laurel Press (1995). ISBN 9780440220824
- "Ice Castles" in Ruff, Shawn Stewart, ed. Go the Way Your Blood Beats: An Anthology of Lesbian and Gay Fiction by African-American Writers, H. Holt (1996). ISBN 9780805047363
- "Maria de las Rosas" in Smith, Barbara, ed. Home Girls: A Black Feminist Anthology, Rutgers University Press (2000). ISBN 0813527538

Bibliografia
- Literature by Black Women: A List of Books (1983)

Llibres infantils
- Grandmama's Pride, Albert Whitman & Co. (2005). ISBN 9780807530283
- Lucky Beans, Albert Whitman & Co. (2010). ISBN 9780807547823
- Far Apart, Close in Heart, Albert Whitman & Co. (2017). ISBN 978-0-8075-1275-3